# Grigori Konstantinowitsch Sanakojew
Grigori Konstantinowitsch Sanakojew (russisch Григорий Константинович Санакоев, wiss. Transliteration Grigorij Konstantinovič Sanakoev; * 17. April 1935 in Woronesch; † 8. Oktober 2021) war ein russischer Schachspieler und der 12. Fernschachweltmeister.

## Leben
Sanakojew lernte Schach mit zehn Jahren und trat der Schachsektion im Woronescher Pionierpalast bei. Er wurde während seines Chemiestudiums mit dem Fernschach bekannt, das er ab dieser Zeit favorisierte, da es sich besser mit seiner Arbeit in einem Forschungsinstitut vereinen ließ. Sanakojew qualifizierte sich 1962 erstmals für ein Finale der UdSSR-Meisterschaft im Fernschach (1963–1965), bei der er Vizemeister wurde. 1965 gewann er das Halbfinale zur 6. Weltmeisterschaft, bei der er (ausgespielt 1968–1971) schließlich auf dem geteilten 5.–7. Platz landete. 1971 verlieh ihm die ICCF den Titel Internationaler Meister im Fernschach, erst 1984 errang er den Titel Großmeister im Fernschach. Bei der 2. Fernschach-Europamannschaftsmeisterschaft (1978–1981) holte er mit der UdSSR-Auswahl die Goldmedaille, bei seiner Teilnahme an der 10. Fernschachweltmeisterschaft (1978–1984) gelangte er mit 10/15 auf den geteilten 3.–4. Platz. Im dritten Anlauf auf die Weltmeisterkrone gelang ihm der Sieg: Sanakojew gewann das Finale der 12. Weltmeisterschaft, ausgetragen 1985–1991, mit 10,5 aus 14. Er landete auf dem 3. Platz beim „Hans-Werner von Massow Gedenkturnier“ (1996–2002).

## Werke
- Der 3. Versuch. Schwieberdingen: Schachverlag Kania, 1997. ISBN 3-931192-05-9.